# Dolichopus microlepis
Dolichopus microlepis är en tvåvingeart som först beskrevs av Octave Parent 1939.  Dolichopus microlepis ingår i släktet Dolichopus och familjen styltflugor.
Artens utbredningsområde är Kongo. Inga underarter finns listade i Catalogue of Life.